# Coenobita perlatus
Coenobita perlatus is een op land levende heremietkreeft die voorkomt in de Indopacifische regio.

## Kenmerken
Kenmerkend voor deze soort is zijn rode kleur met witte stipjes. De kreeft wordt ongeveer 8 centimeter lang, en kan in het wild 25 tot 30 jaar oud worden, in gevangenschap niet meer dan 4 jaar.

## Leefwijze
Coenobita perlatus is een typische aaseter die zich voedt met dode dieren als krabben en sterns en ook wel schildpadeieren.
De heremietkreeft is populair als huisdier maar is inmiddels beschermd en mag alleen door mensen met een vergunning gevangen worden.

## Verspreiding en leefgebied
In Australië komt de soort voor op eilanden en koraalriffen zoals het Groot Barrièrerif, de soort is algemeen op eilanden als Tahiti. De kreeft kan maanden op het land verblijven maar zoekt meestal regelmatig de zee op om zich te bevochtigen, de eitjes af te zetten en ook verschalen gebeurt bij voorkeur in het water omdat het dier zich beter kan verstoppen tot het pantser is uitgehard.